# Jack Creek
Jack Creek är ett vattendrag i Kanada.   Det ligger i provinsen Ontario, i den sydöstra delen av landet, 220 km väster om huvudstaden Ottawa. Jack Creek ligger vid sjöarna  Bat Lake och Sasajewun Lake.
I omgivningarna runt Jack Creek växer i huvudsak blandskog. Trakten runt Jack Creek är nära nog obefolkad, med mindre än två invånare per kvadratkilometer.